# Xantusia bezyi
Espèce
Statut de conservation UICN

 LC  : Préoccupation mineure
Xantusia bezyi est une espèce de sauriens de la famille des Xantusiidae.

## Répartition
Cette espèce est endémique d'Arizona aux États-Unis.

## Étymologie
Cette espèce est nommée en l'honneur de Robert L. Bezy.

## Publication originale
- Papenfuss, Macey & Schulte, 2001 : A new lizard in the genus Xantusia from Arizona. Scientific Papers of the Natural History Museum, University of Kansas, n. 23, p. 1-9 (texte intégral).